# Menhir di Saint-Uzec
Il menhir di St-Uzec o  menhir di St-Duzec (in francese: menhir de St-Uzec; in bretone: Kalvar Sant-Uzeg) è un celebre menhir situato nel villaggio francese di Saint-Uzec, nel comune di Pleumeur-Bodou e nei pressi di Penvern (dipartimento delle Côtes-d'Armor), nel nord della Bretagna.
Si tratta di un menhir eretto forse tra il 4.000 e il 2.500 a.C. e la cui peculiarità consiste nel fatto di essere stato trasformato - tramite alcune sculture fatte intorno al 1674 dal gesuita Julien Maunoir (l'"Apostolo della Bretagna") - in un monumento cristiano (segnatamente in un calvario), secondo quella che era un'usanza dei primi Celti cristianizzati, ripresa nella regione dopo la metà del XVII secolo, quando - per ragioni di ristrettezze economiche - terminò la " stagione" (durata poco più di un secolo e mezzo) degli elaborati calvari che venivano solitamente costruiti all'interno dei recinti parrocchiali (enclos paroissiaux).

## Descrizione

### Materiale e dimensioni
Il menhir è in granito e con i suoi quasi 8 metri di altezza, è tra i più alti della Bretagna. È largo ca. 3 - 3,10 metri e pesa ca. 60 tonnellate.

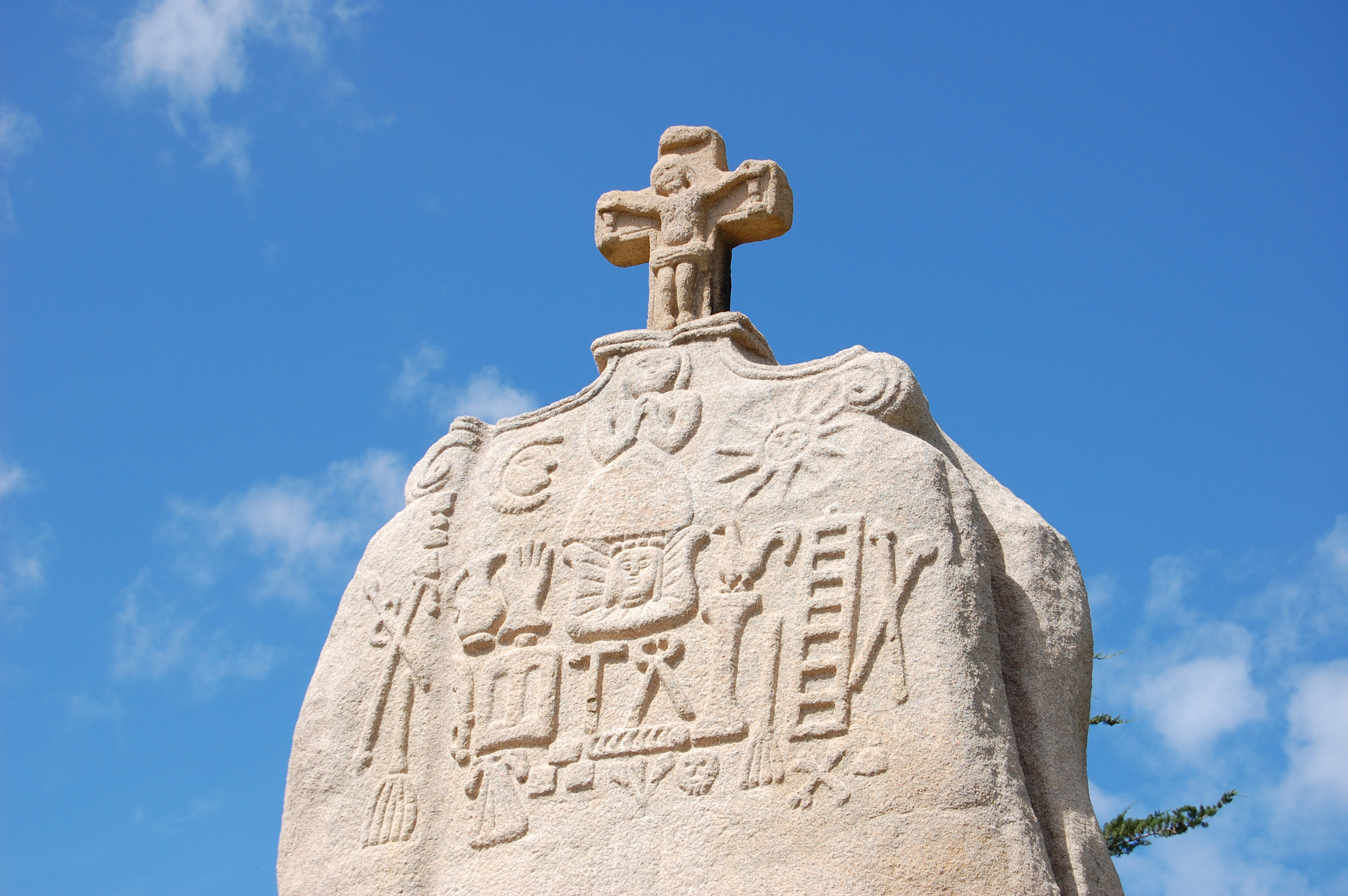
Le sculture cristiane sul menhir di St-Uzec

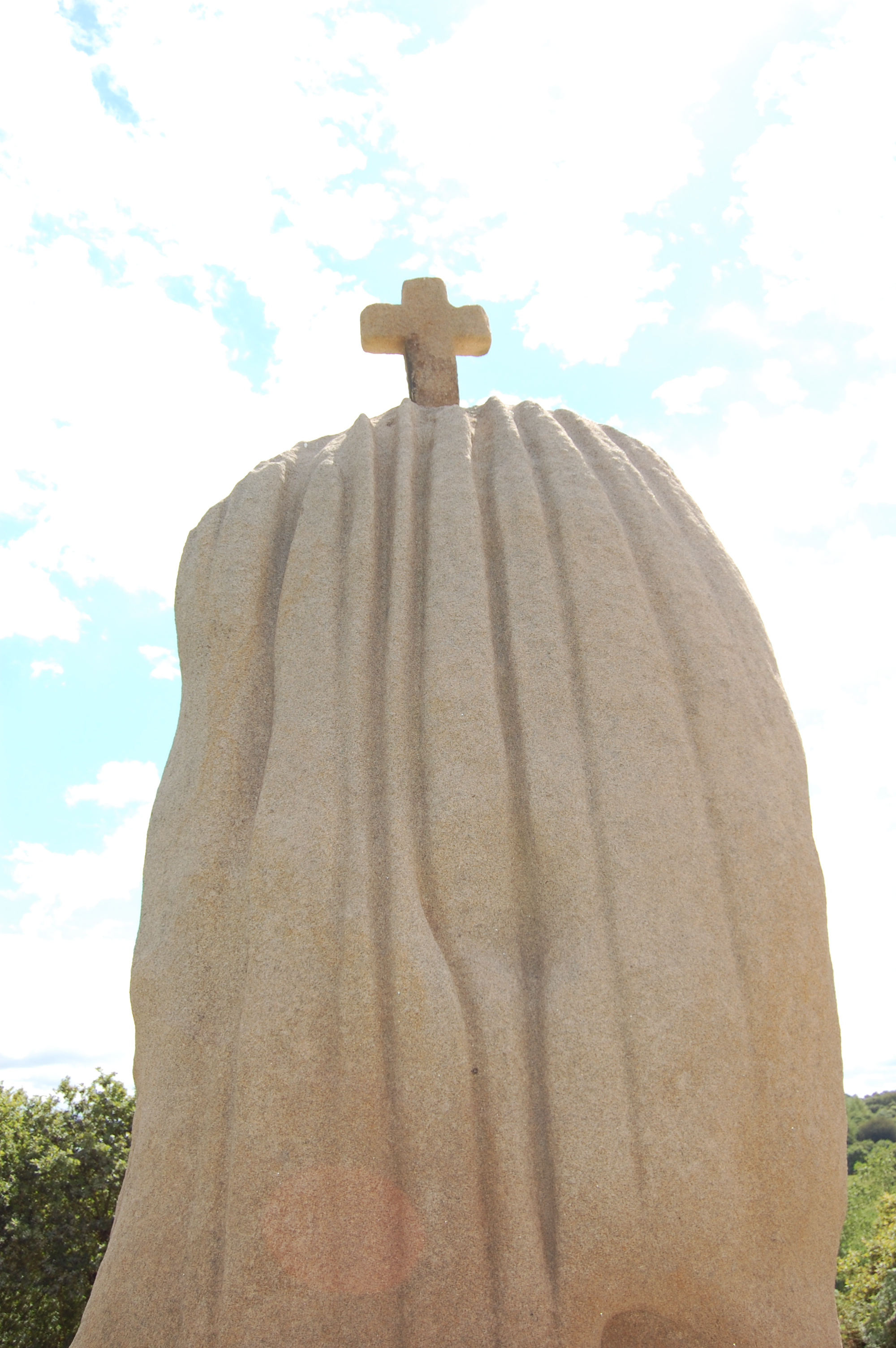
Il lato "posteriore" del menhir di St-Uzec, eroso dagli agenti atmosferici

### Il monumento cristianizzato
Sul menhir sono stati scolpiti, tutti sullo stesso lato e nella parte alta del monumento, vari elementi legati al tema della Passione di Cristo:, a cominciare dal piccolo crocifisso intagliato in cima alla pietra.
Sotto al crocifisso, sono raffigurati i seguenti elementi: una donna in ginocchio (forse la Vergine Maria), con ai suoi lati la luna e il sole (simbolo rispettivamente di morte e resurrezione);  un volto femminile con un velo (che ricorda quello con cui Gesù fu asciugato da Veronica), con ai lati una brocca, una mano e un gallo (che ricorda l'episodio del rinnegamento di san Pietro); una lancia (di Longino) e un bastone; una scala, una lancia, una canna con una spugna, una lanterna (che rappresenta probabilmente la lanterna delle guardie che arrestarono Gesù), una spada (probabilmente quella con cui san Pietro tagliò l'orecchio di una delle guardie che arrestarno Gesù), un martello e una tenaglia, due fruste, una tunica, tre dadi, la testa di Adamo, dei denario (che simboleggiano quelli ricevuti da Giuda), tre chiodi (che simboleggiano quelli con cui Gesù fu crocifisso) e delle ossa incrociate (simbolo forse della discesa agli Inferi).

### La parte "posteriore" del menhir
La parte "posteriore" del menhir, ovvero quella non scolpita, presenta dei solchi forse derivati in gran parte probabilmente dagli agenti atmosferici, ma forse fatti in origine da coloro che eressero il menhir.

## Galleria d'immagini

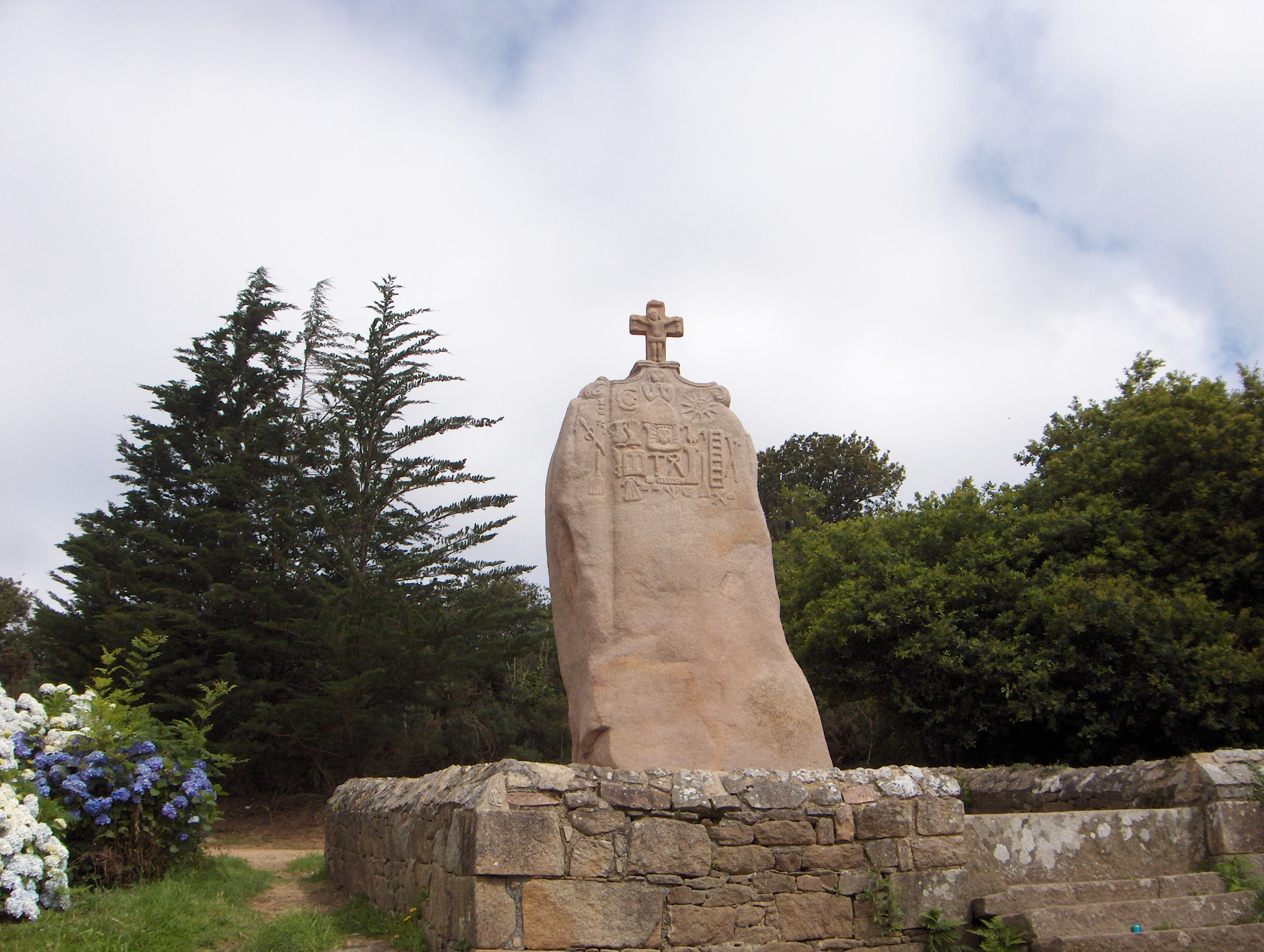
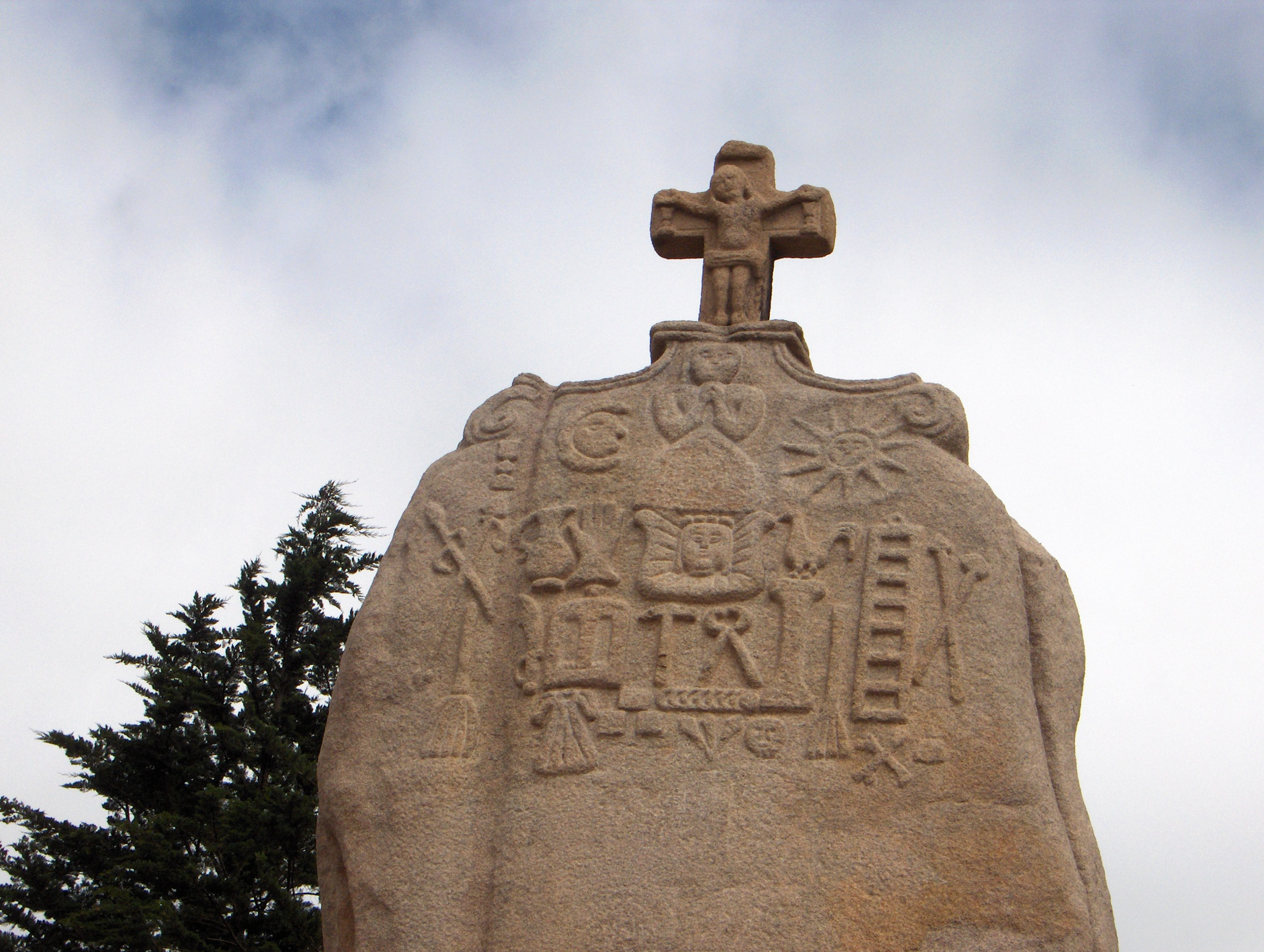
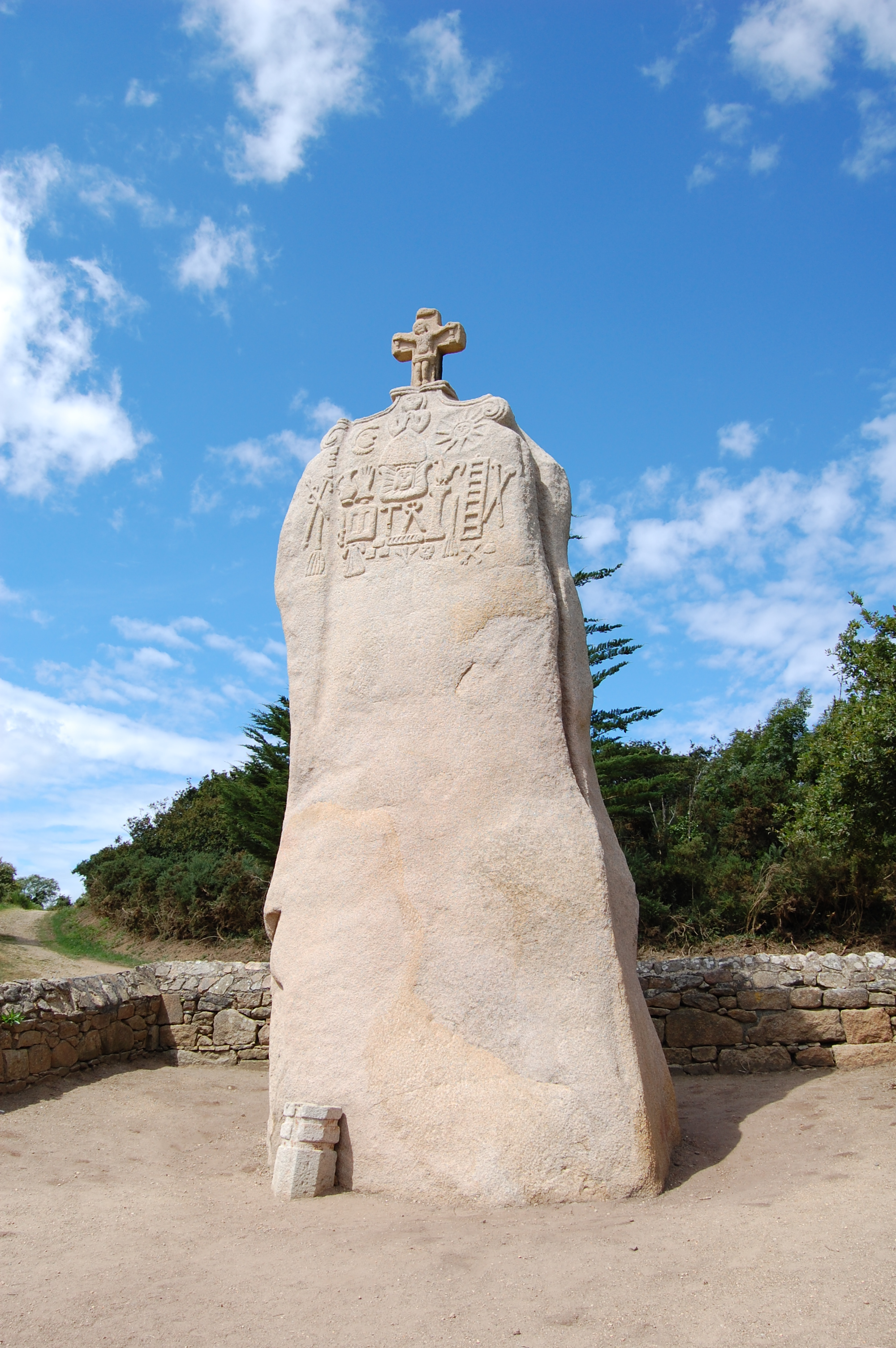
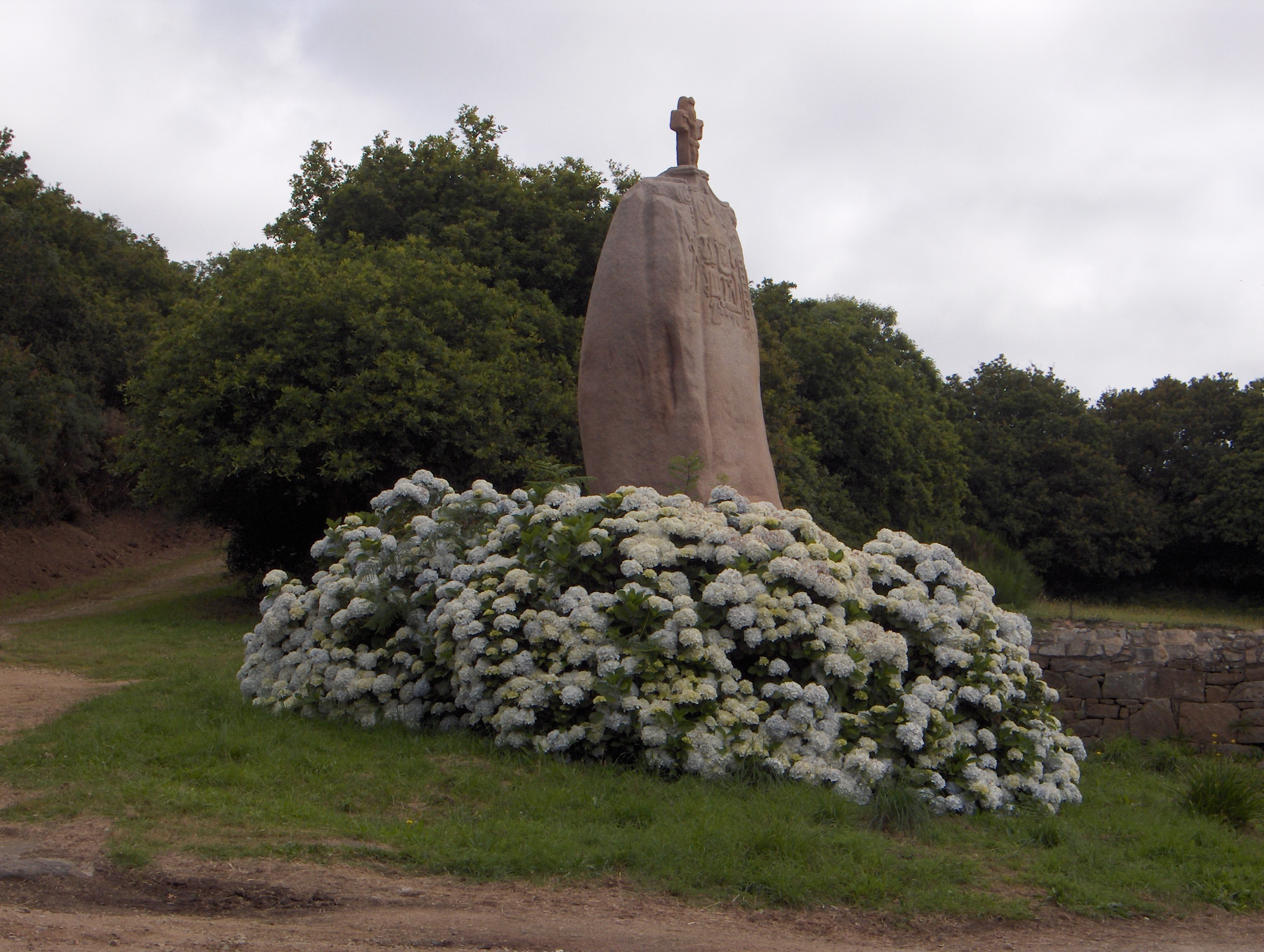